# 入江海平

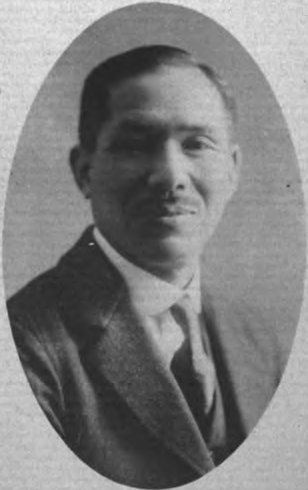
入江海平

入江 海平（いりえ かいへい、1881年（明治14年）1月1日 – 1938年（昭和13年）1月17日）は、日本の朝鮮総督府官僚。南満洲鉄道理事。拓務次官。玄洋社社員。

## 経歴
福岡県宗像郡（現・宗像市）出身。1900年（明治33年）福岡県中学修猷館、1904年（明治37年）7月第七高等学校造士館法科を経て、1908年（明治41年）7月東京帝国大学法科大学法律学科（独法）を卒業し、統監府嘱託となった。翌年に高等文官試験に合格し、統監府書記官、朝鮮総督府書記官、総務部会計局経理課長、総督官房会計課長、度支部理財課長を歴任した。1917年（大正6年）、内閣拓殖局書記官に転じ、第一課長、南満洲鉄道株式会社監理官、東洋拓殖株式会社監理官などを務めた。
1923年（大正12年）に退官し、南満洲鉄道株式会社理事に就任。1927年（昭和2年）まで在任した。その後、1935年（昭和10年）から1937年（昭和12年）まで拓務次官の職にあった。
その他、塩水港製糖株式会社社長、自動車投資株式会社社長を務めた。